# Les Fantasmes
Pour plus de détails, voir Fiche technique et Distribution.
Les Fantasmes est un film à sketches français réalisé par Stéphane et David Foenkinos et sorti en 2021, librement inspiré du film australien If You Love Me... de Josh Lawson sorti en 2014.

## Synopsis
Les six sketches traitent de différentes formes de fantasmes sexuels au sein de couples.

### Ludophilie: être excité par l'idée de jouer un rôle
Louise et Vincent ne font plus l'amour que les jeudis et cherchent à retrouver leur excitation d'antan. Ils décident de faire des jeux de rôle: policier, médecin, puis plombier... dans des mises en scènes de plus en plus réalistes. Vincent se découvre des envies de devenir un acteur, ce qui peu à peu fait que Louise n'y trouve plus son compte.

### Dacryphilie: être excité par les larmes
Lisa vit avec Romain et simule l'orgasme depuis plus d'un an. Son amie Hélène lui conseille de tout dire à son compagnon qui n'a d'attention réelle que pour leur petite chienne. Mais à la mort d'un proche, Romain fond en larmes et Lisa découvre que cela l'excite au plus haut point. Elle va alors chercher,  par tous les moyens, à retrouver ce contexte favorable.

### Sorophilie: être excité par la sœur de l'être aimé
Sophie vient déjeuner chez sa famille pour la première fois avec son compagnon Jean, qui se sent très mal à l'aise à table face à Mélanie, la sœur de Sophie, de qui il est tombé amoureux dès la vue de photos. Lorsque celle-ci lui demande de le revoir pour organiser une fête suprise pour sa sœur, il finit par lui avouer son amour et quitte Sophie.

### Thanatophilie: être excité par la mort
Sabrina et Marie trouvent leur excitation maximale lors de l'enterrement de personnes qu'elles connaissent. Mais les décès de proches sont rares, et la mort de personnes inconnues ne leur fait pas le même effet. Elles décident de se faire embaucher dans un hospice de personnes âgées pour se faire de nouveaux "amis".

### Hypophilie: être excité de ne plus faire l'amour
Claire et Will sont deux jeunes qui ont décidé sciemment de ne plus faire l'amour. Lors d'une soirée bien arrosée, ils s'apprêtent à trahir leur vœu en pleine rue, mais sans voir qu'ils sont juste devant un commissariat de police.

### Autagonistophilie: être excité d'être regardé en faisant l'amour
Lily est institutrice et prend plaisir à être filmée avec son mari Jérémy pendant leurs ébats, du moment que cela reste privé. Mais Jérémy fait une fausse manip sur son ordinateur et envoie leur dernière vidéo à un collègue. Malgré son coup de fil immédiat pour lui demander de ne surtout pas regarder et effacer le fichier, la vidéo se retrouve immédiatement sur les réseaux sociaux.

## Fiche technique
- Titre : Les Fantasmes
- Réalisation : David Foenkinos et Stéphane Foenkinos
- Scénario : David Foenkinos et Stéphane Foenkinos, librement inspiré du scénario de Josh Lawson
- Photographie : Alexis Kavyrchine
- Montage : Dorian Rigal-Ansous
- Son : Pascal Armant
- Production : Éric et Nicolas Altmayer
- Société de production : Mandarin Films, France 2 Cinéma et Gaumont
- Société de distribution : Gaumont
- Pays de production :  France
- Langue originale : français
- Genre : comédie romantique
- Durée : 101 minutes
- Date de sortie :
  - France : 18 août 2021

## Distribution

### SketchLudophilie
- Denis Podalydès : Vincent
- Suzanne Clément : Louise
- Pauline Clément : Ismène
- Jérémie Lippmann : le prof de théâtre

### SketchDacryphilie
- Nicolas Bedos : Romain
- Céline Sallette : Lisa
- Marie-Julie Baup : Hélène

### SketchSorophilie
- Ramzy Bedia : Jean
- Joséphine de Meaux : Mélanie
- Alice Taglioni : Sophie
- Christiane Millet : la mère de Sophie et Mélanie
- Alain Doutey : le père de Sophie et Mélanie
- Éric Frey : le notaire

### SketchThanatophilie
- Monica Bellucci : Sabrina
- Carole Bouquet : Marie
- Jackie Berroyer : Richard
- Anne Benoît : cheffe infirmière
- Corentin Fila : l'infirmier

### SketchHypophilie
- Joséphine Japy : Claire
- William Lebghil : Will
- Shirine Boutella : Shirine
- Pierre X. Garnier : Pierre

### SketchAutagonistophilie
- Jean-Paul Rouve : Jérémy
- Karin Viard : Lili
- Léon Salazar Romero : Timothée
- Michel Leclerc : père de Timothée
- Baya Kasmi : mère de Timothée
- Camille Japy : femme du bar
- Francis Leplay : inspecteur

## Accueil

### Box-office
Le film fait partie des plus mauvais résultats en salle de l'année 2021 avec seulement 61 000 spectateurs pour sa première semaine d’exploitation,.